# Герб Калязинского района
 Герб муниципального образования «Каля́зинский район» Тверской области Российской Федерации.
Герб утверждён Решением № 272 Собрания депутатов Калязинского района Тверской области 16 июня 2002 года.
Герб внесён в Государственный геральдический регистр Российской Федерации под регистрационным номером 622.

## Описание герба
«В зелёном поле открытые золотые деревянные монастырские ворота без створ, увенчанные крестом».
В Уставе муниципального образования «Калязинский район» Тверской области (новая редакция) от 26 ноября 2009 года записано, что исторический герб Калязинского района имеет следующее описание: «В зелёном поле золотые деревянные монастырские ворота».

## Обоснование символики и история герба

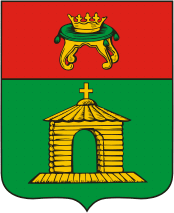
Герб Калязина (1780)

В основу герба Калязинского района положен исторический герб города Калязина, Высочайше утверждённый императрицей Екатериной II 10 (21) октября 1780 года вместе с другими гербами городов Тверского наместничества.
Подлинное описание герба города Калязина и описание его символики гласило:

«Старинныя деревянныя монастырскія ворота въ зеленом полѣ, означающія собою древность монастыря того, по которому имя своё городъ сей получилъ». 
В верхней части щита герб Тверской: «В красном поле на зелёной подушке золотая корона».
Монастырские ворота в историческом гербе Калязина и гербе Калязинского района олицетворяют Калязинско-Троицкий (Макарьевский) монастырь, который был в 1939—1940 годах был затоплен при строительстве Угличской ГЭС.